# Mozambik na Mistrzostwach Świata w Lekkoatletyce 2011
Mozambik na Mistrzostwach Świata w Lekkoatletyce 2011 – reprezentacja Mozambiku podczas czempionatu w Daegu liczyła 2 zawodników.

## Występy reprezentantów Mozambiku

### Mężczyźni

#### Konkurencje biegowe
| Konkurencja                | Zawodnik   | Runda 1  | Runda 1 | Runda 2  | Runda 2 | Półfinał | Półfinał | Finał    | Finał   |
| Konkurencja                | Zawodnik   | Rezultat | Pozycja | Rezultat | Pozycja | Rezultat | Pozycja  | Rezultat | Pozycja |
| -------------------------- | ---------- | -------- | ------- | -------- | ------- | -------- | -------- | -------- | ------- |
| Bieg na 400 m przez płotki | Kurt Couto |          |         | 49,86    | 23      |          |          |          |         |

### Kobiety

#### Konkurencje biegowe
| Konkurencja   | Zawodniczka     | Runda 1  | Runda 1 | Runda 2  | Runda 2 | Półfinał | Półfinał | Finał    | Finał   |
| Konkurencja   | Zawodniczka     | Rezultat | Pozycja | Rezultat | Pozycja | Rezultat | Pozycja  | Rezultat | Pozycja |
| ------------- | --------------- | -------- | ------- | -------- | ------- | -------- | -------- | -------- | ------- |
| Bieg na 100 m | Aneterica Quive | 12,31    | 11 Q    | 12,40    | 49      |          |          |          |         |